# Mainîci, Sambir
Mainîci (în ucraineană Майнич) este un sat în comuna Zalujanî din raionul Sambir, regiunea Liov, Ucraina.

## Demografie
Componența lingvistică a localității Mainîci
     Ucraineană (100%)
Conform recensământului din 2001, toată populația localității Mainîci era vorbitoare de ucraineană (100%).